# گابریل کابایرو
گابریل کابایرو (اسپانیایی: Gabriel Caballero‎؛ زادهٔ ۵ فوریهٔ ۱۹۷۱) یک بازیکن فوتبال مکزیکی-آرژانتینی است.

## باشگاهی
از باشگاه‌هایی که در آن بازی کرده‌است می‌توان به پاچوکا اشاره کرد.

## تیم ملی
وی همچنین در تیم ملی فوتبال مکزیک بازی کرده است و در جام جهانی فوتبال ۲۰۰۲ جزو بازیکنان این تیم بود.